# V382 Velorum
V382 Velorum war eine helle Nova, die am 22. Mai 1999 im Sternbild Vela mit einer visuellen Stärke von 2,5m entdeckt wurde. Dies war die hellste Nova am südlichen Himmel seit Nova Puppis 1942.
Die Nova ist das Resultat einer nuklearen Explosion auf einem Weißen Zwerg der ONeMg-Kategorie (Sauerstoff-Neon-Magnesium), da Absorptionslinien dieser Elemente im Licht der Nova gefunden wurden. Bei Novae wird vom Zwergstern über eine Akkretionsscheibe Wasserstoffgas von der Hülle eines anderen Stern abgezogen, bis sich auf dem Zwerg so viel gesammelt hat, dass Wasserstoffbrennen einsetzt. Das Doppelsternsystem V382 Vel hat eine Umlaufzeit von 3,5 Stunden und ist 1700 bis 2500 Parsec entfernt. Es handelt sich auch um eine Quelle weicher Röntgenstrahlen.
Der Name folgt den Regeln zur Benennung veränderlicher Sterne und besagt, dass V382 Velorum der 382te veränderliche Stern ist, der im Sternbild Vela entdeckt wurde.